# Bíró Mihály (festő)
Bíró Mihály, olykor Biró Mihály, született Weinberger Mihály (Budapest, 1886. november 30. – Budapest, 1948. október 6.) magyar festő, plakáttervező, grafikus és szobrász. Bíró Dezső féltestvére.

## Életpályája

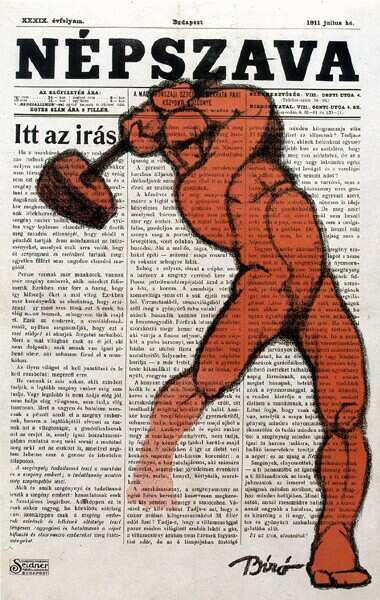
Bíró Mihály híres 1911-es Népszava-plakátja, a „Kalapácsos munkás”

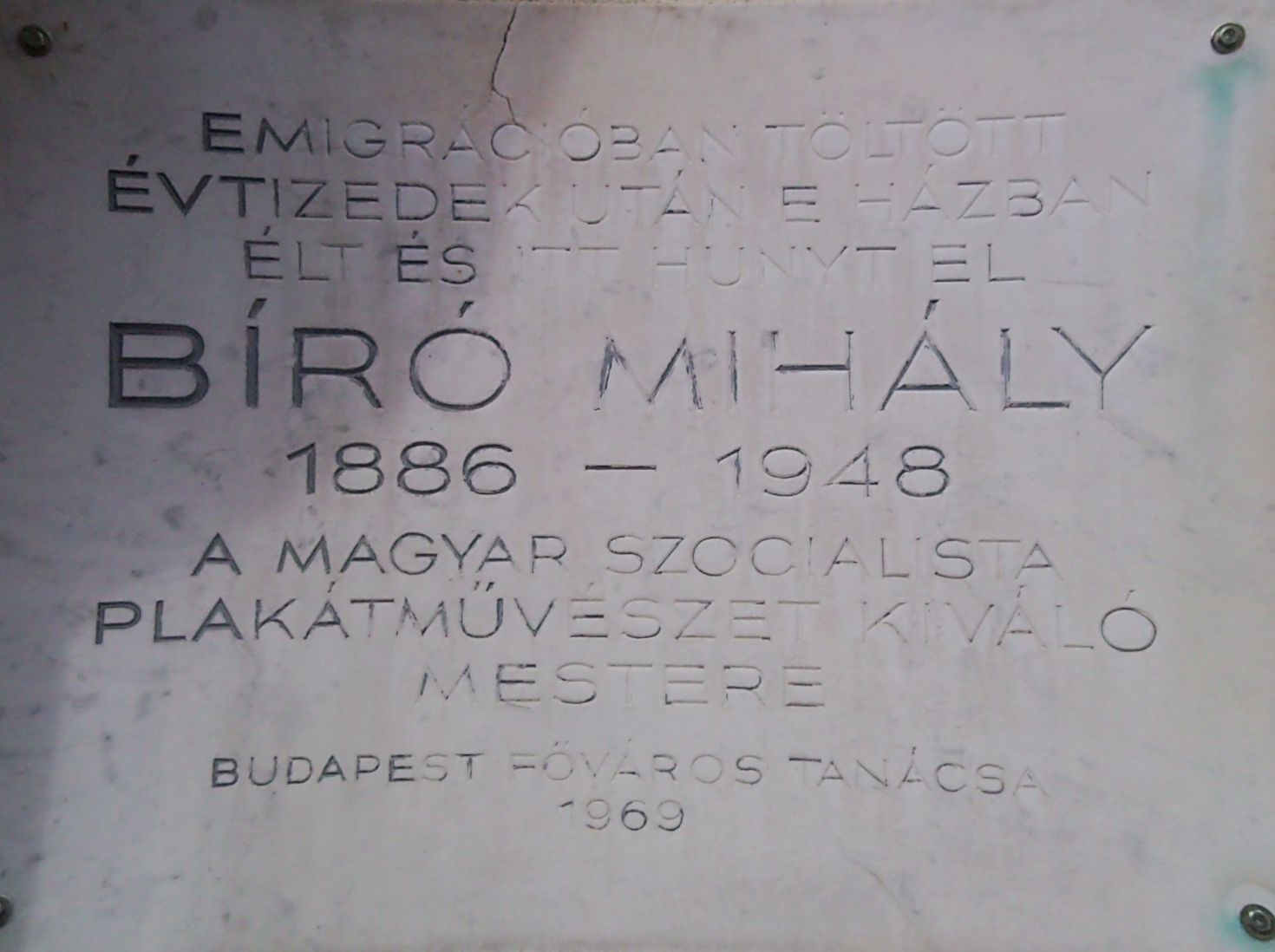
Emléktáblája:
Melinda út 16.

Weinberger Dávid fűszerkereskedő és Neu Róza fia. Budapesten az Iparművészeti Főiskolán, majd ösztöndíjasként Berlinben, Párizsban és Londonban végezte tanulmányait. 1910-ben a The Studio plakátpályázatán első díjat nyert. Hazatérve szociális irányú plakátjaival tűnt fel, amelyek között a legismertebb a Népszava kalapácsos munkása. 1912–1913-ban a Művészházban, 1917-ben az Ernst Múzeumban rendezett kiállítást. A Magyarországi Tanácsköztársaság idején a május 1-i ünnepségek dekorációinak nagy részét is ő tervezte. A kommün bukása után Bécsbe költözött, ahol a Bühne című színházi lap rajzolója lett, emellett kereskedelmi és filmplakátokat is készített. 1925. augusztus 3-án Bécsben házasságot kötött Zechmann Janka Teréziával. Berlinben, Pozsonyban és Nyitrán töltött emigrációs évei alatt a szociáldemokrata pártok részére falképeket, plakátokat készített. A náci terjeszkedés elől Párizsba menekült, 1947-ben tért vissza a magyar kormány hívására.

## Díjai
- Pro Arte Érem (1947)